# Erica setacea
Erica setacea är en ljungväxtart som beskrevs av Gábor Gabriel Andreánszky. Erica setacea ingår i släktet klockljungssläktet, och familjen ljungväxter. Inga underarter finns listade i Catalogue of Life.